# Iveta
Iveta (nebo také zastarale Yveta) je ženské křestní jméno německého původu. Význam jména se vykládá jako tisový luk.
Do češtiny přišlo zřejmě z francouzštiny, kde Yvette je ženská obdoba jména Yves, které vzniklo z germánského Iv, což znamená tis.
V českém občanském kalendáři má svátek 7. června.

## Statistické údaje
Následující tabulka uvádí četnost jména v ČR a pořadí mezi ženskými jmény ve srovnání dvou roků, pro které jsou dostupné údaje MV ČR – lze z ní tedy vysledovat trend v užívání tohoto jména:
| Rok       | Četnost    | Pořadí      |
| 1999      | 35 844     | 40.         |
| 2002      | 36 132     | 40.         |
| Porovnání | o 288 více | žádná změna |
| 2006      | 36 792     | 43.         |

Změna procentního zastoupení tohoto jména mezi žijícími ženami v ČR (tj. procentní změna se započítáním celkového úbytku žen v ČR za sledované tři roky 1999–2002) je +1,6%.

## Známé nositelky jména
- Yvette Alexander – americká politička
- Yvette Andréyor – francouzská herečka němých filmů
- Yvette Baker – britská orientační běžkyně
- Iveta Bartošová – česká zpěvačka, zlatá slavice
- Iveta Benešová – česká tenistka
- Yvetta Blanarovičová – česká herečka
- Yvet Bahar – turecko-americká bioložka
- Yvette Clarke – americká politička
- Yvette Cooper – britská politička
- Iveta Černá – česká teoretička a historička architektury
- Yvette Devereaux – americká dirigentka
- Yvette Espinosa – britská baletka a učitelka baletu
- Yvette Estermann – švýcarská politička
- Yvette Fielding – britská reportérka a herečka
- Yvette Flunder – americká biskupka
- Yvette Giraud – francouzská zpěvačka
- Yvette Guilbert – francouzská zpěvačka
- Yvette Higgins – australská hráčka vodního póla
- Yvetta Hlaváčová – česká plavkyně
- Yvette Chauviré – francouzská baletka
- Yvette Jarvis – řecko-americká atletka, politička, herečka a modelka
- Yvette Kane – americká soudkyně
- Ivet Lalova – bulharská atletka
- Yvette Nipar – americká herečka
- Ivet Rojas – venezuelská gymnastka
- Yvette Rekangali – gabonská politička
- Yvette Roudy – francouzská politička
- Yvetta Simonová – česká zpěvačka
- Iveta Toušlová – česká moderátorka
- Yvette Tollar – kanadská jazzová zpěvačka